# Maurice Ricci
Pour les articles homonymes, voir Ricci.
Maurice Ricci, né le 14 février 1961 à Lyon, est un chef d'entreprise français, président-directeur général et fondateur du groupe Akka Technologies. 

## Biographie
Issu de parents immigrés italiens installés à Lyon, il fait ses études d'ingénieur à l'université Vittorio Emanuele à Rome.
Après ses études, il intègre Renault Automation. En 1984, il crée sa première société, Hysys. Cette société a été retirée du panel PSA en 2000. Tout en développant cette société, il crée en parallèle d'autres sociétés, elles aussi spécialisées dans le conseil.
En 1999, il regroupe quatre d'entre elles sous le nom de AKKA afin de leur donner une taille compatible avec la confrontation avec ses trois principaux concurrents, et en devient le PDG. En 2005, il fait introduire la société AKKA en bourse pour financer son développement, principalement par croissance externe (rachat de Silogic, Coframi...).
En 2012, Maurice Ricci est le dirigeant d'une entreprise de services du numérique (SSII) dont le salaire a le plus augmenté.
En fin d'année 2012, Maurice Ricci transfère la moitié de ses parts dans le groupe dans une holding belge.
En 2015, Maurice Ricci est nommé président du comité « Industrie du futur ». Créé par Syntec Numérique, premier syndicat patronal du numérique, ce comité a pour objectif de « moderniser l’appareil productif français grâce au numérique et accroitre la visibilité à l’international des entreprises industrielles ».

### Optimisation fiscale
Le journal en ligne Mediapart et le réseau European Investigative Collaborations citent en mai 2017 Maurice Ricci dans les Malta Files : il fait partie des grands patrons français possédant des yachts immatriculés dans le paradis fiscal de l'île de Malte à des fins d'optimisation fiscale (légale). Son navire Sunseeker 115 Sport bat pavillon maltais par le biais de deux sociétés domiciliées sur l'île et qu'il contrôle, ce qui permet de bénéficier d'un taux réduit de TVA (5,4 %) par rapport à ceux en vigueur en France (10 % ou 20 %),. En outre, Mediapart indique qu'une partie de l'équipage est salariée sous contrat maltais, les cotisations sociales s'élevant à 10 % à Malte contre 30 % dans l'hexagone.